# Stadionul Ramat Gan
Ramat Gan Stadium (ebraică איצטדיון רמת גן, Itztadion Ramat Gan) este un stadion național din Districtul Tel Aviv din orașul Ramat Gan, Israel. Aici au concertat Depeche Mode, Elton John, Madonna, R.E.M.,  Yeah Yeah Yeahs, Leonard Cohen, Sting, High On Fire, Orphaned Land, Metallica, Simon and Garfunkel și Bob Dylan.